# Belenois thysa
Belenois thysa is een vlindersoort uit de familie van de Pieridae (witjes), onderfamilie Pierinae. Deze vlinder komt voor in Oostelijk en Zuidelijk Afrika.
Belenois thysa werd in 1855 beschreven door Hopffer.